# Province
Ne doit pas être confondu avec Provence.
Une province est, dans les États fédéraux gouvernés par le fédéralisme, un ordre juridique, législatif et administratif local d'une fédération qui est autonome sur le plan constitutionnel et qui exerce une forme de souveraineté parlementaire provinciale en vertu d'un partage des compétences fédératives (par exemple les provinces du Canada, d'après l'arrêt Parsons, ou les États des États-Unis, que Tocqueville appelait provinces).
Certains États unitaires peuvent également utiliser le terme province pour désigner une simple entité administrative locale qui ne constitue pas un ordre juridique autonome par rapport au gouvernement central (par ex. : les provinces de Chine, dont le statut juridique réel s'apparente aux départements français). Comme il existe davantage d'États unitaires que de fédérations dans le monde, il s'agirait en fait de l'usage majoritaire du mot province en contexte international.
Par ailleurs, certains pays peuvent se déclarer États fédéraux tout en n'accordant pas dans les faits à leurs gouvernements locaux un partage constitutionnel des compétences étatiques qui s'inspire de la doctrine du fédéralisme, de sorte que les provinces de ces fédérations s'apparentent à des divisions administratives, comme on les retrouve dans les États unitaires. Il s'agirait dans ce cas de fédérations sans fédéralisme.

## Étymologie
Le mot « province » dérive du latin provincia, du préfixe pro- (« pour ») et du radical vincire (« lier »),. Certains disent que le radical est vincere (« vaincre »), mais il est difficile de trancher (à vérifier et à sourcer).
Les provinces étaient des divisions de la République romaine puis de l'Empire romain en dehors de l'Italie, après avoir été plus particulièrement, sous la République, le terme désignant le territoire d'exercice et de compétence d'un magistrat particulier pour des sujétions particulières.

## Histoire
À l'origine, une province romaine est un domaine de responsabilité que le Sénat romain attribue à un magistrat. Le sens du mot glisse ensuite pour signifier par métonymie l'étendue territoriale sur lequel le magistrat exerce son autorité. Progressivement, les territoires d'exercice de ces magistrats proprétoriens ou proconsulaires vont se fixer en fonction des enjeux diplomatiques, géopolitiques et militaires contemporains, devenant à proprement parler des districts plus ou moins permanents, dotés d'institutions de gestion de plus en plus fixes. La Provincia est également la première province de Gaule établie par Caius Sextius Calvinus, ce qui donnera la Provence.
Le mot « province » est toujours utilisé par certaines églises ou congrégations dans le sens de province ecclésiastique.
En France, « province » désigne historiquement les divisions administratives sous l'Ancien Régime. Aujourd'hui, l'expression « en province » signifie « en dehors de la région parisienne ». D'un point de vue parisianiste elle est perçue comme dépréciative et est par conséquent parfois remplacée par l'expression « en région », bien que Paris soit situé en région d'Île-de-France, et que l'expression « en région » soit également perçue comme dépréciative. La géographe Magali Reghezza-Zitt affirme que le terme « région » est plus « politiquement correct ».
Des expressions similaires existent dans d'autres pays pour désigner les régions hors de la capitale : « en provincias » au Pérou, « la provincia » au Mexique, « în provincie » en Roumanie, etc.
En Australie, « provincial » désigne les régions d'un État en dehors de la capitale de cet État. En Italie, « in provincia » désigne le pays en dehors des grandes villes comme Rome, Milan ou Naples.

## Pays divisés en provinces
Aujourd'hui les provinces sont des subdivisions territoriales de premier ou second niveau dans certains pays :

### Afrique
- l'Afrique de l'ouest - voir Provinces de l'Afrique de l'ouest ;
- le Togo - voir Provinces du Togo ;
- la république démocratique du Congo - voir Provinces de la république démocratique du Congo ;
- le Gabon - voir Provinces du Gabon ;
- Madagascar - voir Provinces de Madagascar ;
- le Maroc - voir Provinces du Maroc ;
- le Tchad - voir Administration territoriale du Tchad ;
- la Tunisie ;

### Amérique latine
- l'Argentine - voir Provinces de l'Argentine ;
- la Bolivie - voir Provinces de la Bolivie ;
- le Chili - voir Provinces du Chili ;
- Cuba - voir Provinces de Cuba ;
- la République dominicaine - voir Provinces de la République dominicaine ;
- l'Équateur - voir Provinces de l'Équateur ;
- le Panama - voir Provinces du Panama ;
- le Pérou - voir Provinces du Pérou ;

### Amérique du Nord
- le Canada - voir Provinces et territoires du Canada ;

### Asie
- le Cambodge - voir Provinces du Cambodge ;
- la Chine - voir Provinces de Chine ;
- la Corée du Nord - voir Provinces de Corée du Nord ;
- la Corée du Sud - voir Provinces de Corée du Sud ;
- l'Indonésie - voir Provinces d'Indonésie ;
- le Japon - voir Provinces du Japon ;
- le Laos - voir Provinces du Laos ;
- les Philippines - voir Provinces des Philippines ;
- Taïwan - voir Province (république de Chine);
- la Thaïlande - voir Provinces de Thaïlande ;
- le Viêt Nam - voir Provinces du Viêt Nam.

### Europe
- la Belgique - voir Province de Belgique ;
- l'Espagne - voir Provinces d'Espagne ;
- l'Italie - voir Provinces d'Italie ;
- les Pays-Bas - voir Provinces des Pays-Bas ;
- la Pologne - divisée en 16 voïvodies, voir Organisation territoriale de la Pologne;
- la Turquie - voir Provinces de Turquie ;

### Océanie
- la Nouvelle-Calédonie - voir Provinces de la Nouvelle-Calédonie ;

### Proche et Moyen-Orient
- l'Arabie saoudite - voir Provinces d'Arabie saoudite ;
- l'Iran - voir Provinces d'Iran ;

## Anciennes provinces
- Anciennes provinces de Chine
- Anciennes provinces de France
- Provinces du Japon
- Provinces du Kenya
- Provinces de Savoie
- Provinces historiques de la Suède
- Provinces romaines
- Provinces de la république des Deux Nations